# Dill (piłkarz)
Dill, właśc. Elpídio Barbosa Conceição (ur. 4 marca 1974 w São Luís) – piłkarz brazylijski, występujący podczas kariery na pozycji napastnika.

## Kariera klubowa
Karierę piłkarską Dill rozpoczął w klubie Goiás EC w 1994. W lidze brazylijskiej zadebiutował 16 listopada 1995 w przegranym 1-2 meczu z EC Juventude. Z Goiás dwukrotnie zdobył mistrzostwo stanu Goiás – Campeonato Goiano w 1996 i 1997. Indywidualnie najlepszum rokiem w karierze Dilla był rok 2000, kiedy to wpierw z 29 bramkami został królem strzelców ligi stanowej, a potem z 22 bramkami wraz z Romário i Magno Alvesem był królem strzelców ligi brazylijskiej.
Te osiągnięcia zaowocowały transferem do Olympique Marsylia. Pobyt w Olympique trwał krótko, Dill nie mogąc wywalczyć sobie miejsca w składzie został wypożyczny do szwajcarskiego Servette FC, po czym jesienią 2001 powrócił do Brazylii, gdzie został zawodnikiem São Paulo FC. Następnych latach Dill występował w Botafogo FR, CR Flamengo, EC Bahia i Brasiliense Brasília. W barwach Brasiliense 27 listopada 2005 w przegranym 0-2 meczu z Figueirense FC Dill wystąpił po raz ostatni w lidze brazylijskiej. Ogółem w latach 1995-2005 wystąpił w lidze w 96 meczach, w których strzelił 32 bramki. W 2005 Dill wyjechał do Portugalii, gdzie został zawodnikiem FC Penafiel.
W lidze portugalskiej zadebiutował 15 stycznia 2006 w przegranym 0-2 meczu z Rio Ave FC. W następnym sezonie występował w CD Aves. W Aves Dill wystąpił po raz ostatni w lidze portugalskiej 20 maja 2007 w przegranym 1-4 meczu z FC Porto. Ogółem na boiskach Portugalii Dill rozegrał 19 meczów, w których strzelił 1 bramkę. Sezon 2007-2008 spędził w czwartoligowym FC Famalicão, po czym trafił na Litwę do klubu Sūduva Mariampol. W 2009 powrócił na krótko do Brazylii, gdzie występował w Santa Cruz Recife. Karierę zakończył w Portugalii w siódmioligowym FC Foz w 2010.